# Spathoglottis philippinensis
Spathoglottis philippinensis är en orkidéart som beskrevs av Lubag-arquiza. Spathoglottis philippinensis ingår i släktet Spathoglottis och familjen orkidéer.
Artens utbredningsområde är Filippinerna. Inga underarter finns listade i Catalogue of Life.